# Chór Kameralny „Dysonans”
Chór Kameralny „Dysonans” – chór kameralny powstały jesienią 1991 r., tworzony przez  studentów i absolwentów poznańskich wyższych uczelni. Chór działa przy Stowarzyszeniu Promocji Kultury CANTAMEN.
Próby zespołu odbywają się w Wyższej Szkole Nauk Humanistycznych i Dziennikarstwa w Poznaniu, z którą chór współpracuje od kilku lat. Kierownikiem artystycznym jest prof. AM dr hab. Magdalena Wdowicka-Mackiewicz, dwukrotna laureatka Ogólnopolskiego Konkursu Dyrygentów Chóralnych (1992 - II nagroda, 1994 - I nagroda), Kierownik Katedry Chóralistyki Wydziału Dyrygentury Chóralnej, Edukacji Muzycznej i Muzyki Kościelnej Akademii Muzycznej im. I.J. Paderewskiego w Poznaniu.
Chór kameralny „Dysonans” stale koncertuje w Poznaniu i Wielkopolsce. Rocznie zespół wykonuje kilkanaście koncertów o bardzo zróżnicowanym repertuarze. Chór odbył również kilka podróży zagranicznych do Niemiec, Francji, Włoch, Szwecji, Szwajcarii, Holandii, Serbii, Czech gdzie brał udział w wielu konkursach i festiwalach. W swoim repertuarze zespół posiada utwory a cappella z okresu renesansu i baroku, współczesne kompozycje polskich i zagranicznych twórców jak również opracowania chóralne muzyki rozrywkowej (The Beatles, George Gershwin i innych) oraz barokowe formy wokalno-instrumentalne.
Chór angażuje się również w działalność charytatywną na rzecz dzieci niepełnosprawnych. Wielokrotnie brał udział w koncertach, a także nagrał teledysk promujący akcję pomocy niepełnosprawnym „Trzy stopnie”.

## Osiągnięcia
- 2008: IV Międzynarodowy Festiwal Chórów 'Gaude Cantem' w Bielsku-Białej - I miejsce w kategorii chórów mieszanych, złoty dyplom i nagroda pieniężna, puchar i nagroda pieniężna za najciekawszą interpretację utworu o charakterze sakralnym, puchar i nagroda pieniężna za najbardziej interesujące wykonanie utworu kompozytora polskiego, puchar Rektora Akademii Muzycznej w Katowicach dla najlepszego dyrygenta festiwalu, nagroda pieniężna oraz obraz bielskiego artysty dla Magdaleny Wdowickiej-Mackiewicz
- 2006: Międzynarodowy Festiwal Chóralny Neuchatel, Szwajcaria - IV miejsce
- 2004: Ogólnopolski Konkurs Chórów „Ars Liturgica” w Toruniu - I nagroda w kategorii chórów świeckich
- 2003: Ogólnopolski Konkurs Pieśni Pasyjnej w Bydgoszczy - I nagroda w kategorii chórów świeckich
- 2001: udział w półfinale Międzynarodowego Konkursu Nagrań „Let the people sing” organizowanego przez radio BBC.
- 2000: 31 Ogólnopolski Turniej Chórów „Legnica Cantat”  -II nagroda w kategorii chórów kameralnych oraz Nagroda Specjalna Polskiego Radia Pr.II za „najlepsze walory brzmieniowe"
- 1998 - III nagroda w kategorii zespołów wokalnych na XLVI Międzynarodowym Konkursie Polifonicznym „Guido d'Arezzo"
- 1997 - III nagroda w kategorii chórów mieszanych na V Międzynarodowym Festiwalu Chóralnym w Oskarshamn w Szwecji.